# Castaigne (Grenada)
Castaigne ist eine kleine Siedlung im Parish Saint Andrew im Zentrum von Grenada.

## Geographie
Die Siedlung liegt im Inselinnern, oberhalb des Tales des Balthazar Rivers auf ca. 193 m Höhe. Der umgebende Wald steht im Mount St. Catherine Forest Reserve unter Naturschutz. Die Castaigne Bridge ist für die Erschließung des Gebietes wichtig. Eine Sehenswürdigkeit ist der Castine Waterfall. Im Westen schließt sich Nianganfoix an, weiter unterhalb im Tal des Balthazar Rivers, nordöstlich, liegt Windsor.